# Edith Thompson
Edith Jessie Graydon Thompson (Manor Park, 25 dicembre 1893 – Holloway (Londra), 9 gennaio 1923) è stata un'assassina britannica, fu la protagonista di un sensazionale processo che si svolse a Londra e che si concluse con la condanna a morte per impiccagione per essere stata l'istigatrice dell'omicidio del marito Percy Thompson avvenuto ad opera dell'amante Frederick Edward Francis Bywaters (27 giugno 1902 - 9 gennaio 1923) condannato alla stessa pena.

## Biografia
Edith era la prima dei cinque figli di William Eustace Graydon (1867-1941), un impiegato della Imperial Tobacco Company , e di sua moglie, Ethel Jessie Liles (1872-1938), figlia di un agente di polizia. Sebbene fosse un'alunna diligente e studiosa Edith lasciò a quindici anni la scuola per lavorare in una modisteria a Londra dove fece, grazie alla sua efficienza e senso di responsabilità, una rapida carriera. A ventidue anni sposò Percy Thompson, un uomo tranquillo tutto dedito al suo lavoro di impiegato in una società di navigazione, dalla personalità e dalle ambizioni molto diverse dalla brillante e vivace Edith. Lo scoppio della prima guerra mondiale non alterò la vita confortevole dei due coniugi: Thompson fu riformato per una malattia cardiaca e poté continuare a vivere nella casa di proprietà e ad andare in vacanza a Shaklin sull'isola di Wight dove lui e Edith conobbero Frederick Bywaters un marinaio, che aveva frequentato la famiglia Graydon ed era divenuto corteggiatore della sorella di Edith, Avis, invitata presso di loro.
Edith che era un'appassionata lettrice di romantiche storie d'amore vide nel diciottenne Bywaters il suo ideale di uomo giovane ed avventuroso e non passò molto tempo che i due divennero amanti. Ingenuamente ignaro della relazione Percy invitò a vivere nella sua casa Frederick di modo che potesse essere più vicino alla fidanzata Avis non tenendo conto dei pettegolezzi che subito nacquero dalla frequentazione di Edith con il giovane.

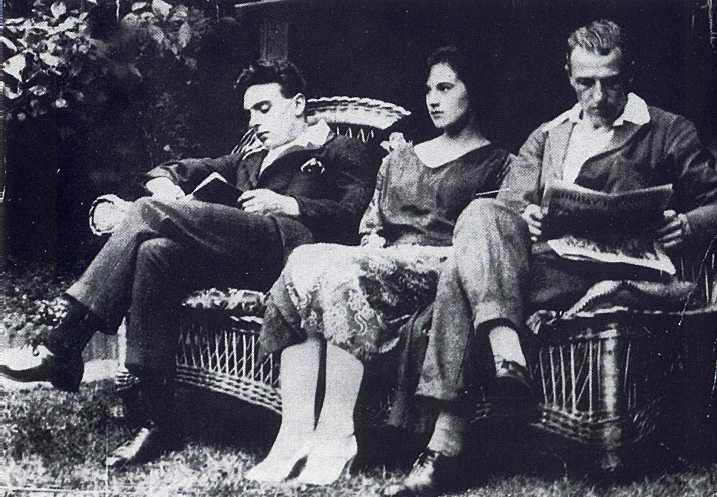
Freddy Bywaters, Edith Thompson, Percy Thompson

Quando alla fine Percy scoprì il tradimento della moglie affrontò apertamente i due amanti e disse loro che non si sarebbe mai separato da Edith né, d'altra parte, questa voleva chiedere il divorzio per il timore che lo scandalo le avrebbe fatto perdere il lavoro a cui teneva molto. Si ebbe una tregua nel rapporto tra i tre quando dal settembre 1921 al settembre 1922 Bywaters per il suo lavoro era in mare dove lo raggiungevano le lettere dell'amante che nel frattempo progettava di uccidere il marito non con il classico veleno per topi, che risultava amaro al gusto, ma con il vetro frantumato:
 Ma «Ho usato la lampadina tre volte ma la terza volta ne ha trovato un pezzo nel porridge . Ho smesso, aspetterò il tuo ritorno.»
Al ritorno di Bywaters, Edith continuò a frequentarlo dividendosi con il marito sino a quando un giorno volendo evitare complicazioni ed essendo già impegnata con Percy per andare la sera a teatro invitò l'amante a rimandare l'incontro. Questi però voleva assolutamente incontrare Edith e tentare di convincere ancora una volta il marito a lasciarla libera. Nel percorso verso casa Bywaters seguì la coppia e pugnalò Percy causandogli la morte.
Portata alla stazione di polizia per riferire dell'accaduto, alla domanda se avesse visto l'aggressore che era fuggito Edith rispose che lei sapeva chi era l'assassino: fece così il nome di Freddy Bywaters pensando che sarebbe stata considerata una testimone piuttosto che una complice ma in realtà fornì agli investigatori i dettagli del rapporto che la legava a Bywaters che fu arrestato per omicidio. La scoperta delle lettere di Edith all'amante diedero poi la prova che ella era collegata all'assassinio del marito e fu quindi arrestata con la stessa accusa rivolta a Bywaters in base al principio che se due persone vogliono ottenere la morte di un terzo, e una di queste agisce in base alle intenzioni espresse da entrambi, questi sono ugualmente colpevoli di fronte alla legge.
La versione di Freddy dell'accaduto era che vi era stata una discussione accesa e una colluttazione con Percy che ad un certo punto aveva messo una mano in tasca facendo credere di avere un'arma: per difendersi allora Bywaters l'aveva accoltellato. Questo racconto contrastava con il fatto che la vittima era stata colpita alla nuca e quindi assalita di spalle.
Il processo si aprì all'Old Bailey di Londra il 6 dicembre 1922. La difesa di Edith sostenne che la sua innocenza era stata confermata dall'autopsia del corpo di Percy che aveva rivelato l'assenza di veleno o di frammenti di vetro e che quindi le lettere dirette all'amante dove descriveva i suoi tentativi di assassinio del marito non erano altro che fantasie. Bywaters durante e dopo il processo invocò sempre l'innocenza della Thompson e il suo omicidio giustificato per aver voluto difendere il suo "grande amore".
La giuria emise un giudizio di colpevolezza per gli imputati che furono condannati a morte per impiccagione: la sentenza fu eseguita contemporaneamente per entrambi in due carceri diverse il 9 gennaio del 1923.